# Дихлорацетилхлорид
Дихлорацетилхлорид (2,2-дихлорацетилхлорид) — органическое соединение, хлорангидрид дихлоруксусной кислоты. Прозрачная жидкость, нерастворимая в воде.

## Получение
- Основным лабораторным способом получения является взаимодействие дихлоруксусной кислоты с бензотрихлоридом в присутствии серной кислоты. В колбу вносят 400 г дихлоруксусной кислоты и 8 мл концентрированной серной кислоты. Чистый дихлорацетилхлорид, образовавшийся в ходе реакции, отгоняется в парах при температуре 106—112 °C. Выход продукта при этом составляет 300—320 г. Протекает следующая реакция[2]:

{\displaystyle {\ce {CHCl2COOH + C6H5CCl3 ->[kat] CHCl2COCl + C6H5COCl + HCl}}}
- Основным промышленным способом получения является окисление кипящего трихлорэтилена кислородом в присутствии катализатора, в качестве которых используются азотная кислота, серная кислота, хлор или бром[2]. При этом образуется неустойчивый трихлороксиран, который в результате перегруппировки даёт необходимый продукт[3]:

{\displaystyle {\ce {2CHCl=CCl2 + O2 -> (CHClCCl2)O -> CHCl2COCl}}}
- Реакция безводной дихлоруксусной кислоты с хлорирующим агентом, в роли которого выступают хлориды фосфора, серы, тионилхлорид или хлорсульфоновая кислота:

{\displaystyle {\ce {CHCl2COOH + PCl5 ->[kat] CHCl2COCl + POCl3 + HCl}}}
{\displaystyle {\ce {CHCl2COOH + SOCl2 ->[kat] CHCl2COCl + HCl + SO2}}}
Однако эти реакции обратимы, что в совокупностью с малой доступностью дихлоруксусной кислоты ограничивает возможности использования данного метода.

## Физические свойства
Дихлорацетилхлорид представляет собой прозрачную подвижную жидкость с резким запахом. Нерастворим в воде, однако бурно ею разлагается. Смешивается с органическими растворителями.

## Химические свойства
- Бурно гидролизуется водой с образованием дихлоруксусной кислоты:

{\displaystyle {\ce {CHCl2COCl + H2O -> CHCl2COOH + HCl}}}
- Реагирует с аммиаком и различными аминами, образуя амиды и анилиды дихлоруксусной кислоты:

{\displaystyle {\ce {CHCl2COCl + NH3 -> CHCl2CONH2 + HCl}}}
{\displaystyle {\ce {CHCl2COCl + RNH2 -> CHCl2CONHR + HCl}}}
- Вступает в реакцию этерификации со спиртами, образуя сложные эфиры:

{\displaystyle {\ce {CHCl2COCl + ROH -> CHCl2COOR + HCl}}}
- Образует смешанные ангидриды с карбоновыми кислотами при слабом нагревании[6]:

{\displaystyle {\ce {CHCl2COCl + RCOOH ->[t] CHCl2COO-COR + HCl}}}
- Конденсируется с ароматическими углеводородами и их производными в присутствии катализаторов, к примеру, хлорида алюминия, с образованием производных хлорацетофенона[7]:

{\displaystyle {\ce {CHCl2COCl + C6H5Cl ->[kat] CHCl2C(O)C6H5Cl + HCl}}}
- Восстанавливается алюмогидридом лития до дихлорэтилового спирта[2]:

{\displaystyle {\ce {CHCl2COCl + 4[H] ->[LiAlH4] CHCl2CH2OH + HCl}}}

## Применение
Дихлорацетилхлорид применяется для синтеза дихлоруксусной кислоты и различных её производных — солей, эфиров, амидов, ангидридов. Также используется для дихлорацетилирования окси- и аминосоединений.

## Безопасность
Дихлорацетилхлорид раздражает слизистые оболочки, вызывает глубокие, труднозаживающие ожоги при попадании на кожу, поэтому работа с ним проводится в вытяжном шкафу и в резиновых перчатках.